# Pegomya dulcamarae
Pegomya dulcamarae este o specie de muște din genul Pegomya, familia Anthomyiidae. A fost descrisă pentru prima dată de Wood în anul 1913. Conform Catalogue of Life specia Pegomya dulcamarae nu are subspecii cunoscute.